# Iugoslávia nos Jogos Olímpicos
Times da Iugoslávia participaram pela primeira vez dos Jogos Olímpicos em 1920. Anteriormente, vários atletas da Croácia, Eslovênia e Voivodina competiram pela Áustria ou pela Hungria quando esses países faziam parte do Império Áustro-Húngaro. Um pequeno time de 2 atletas competiu separadamente pelo Reino da Sérvia nos Jogos Olímpicos de Verão de 1912.
Iugoslávia foi a designação de Times Olímpicos de 3 entidades nacionais diferentes:
- Reino da Iugoslávia (oficialmente chamado de Reino dos Sérvios, Croatas e Eslovenos até 1929) de 1920 a 1936;
- República Federal Socialista da Iugoslávia de 1948 aos Jogos Olímpicos de Inverno de 1992;
- República Federal da Iugoslávia, formada por um Estado conjunto entre Sérvia e Montenegro após a dissolução da Iugoslávia, de 1996 a 2002.

Duas das nações sucessoras (Croácia e Eslovênia) começaram a competir como times independentes nos Jogos Olímpicos de Inverno de 1992, e nos Jogos Olímpicos de Verão de 2008, todas as 6 nações sucessoras competiram independentemente.

## História da Participação nas Olimpíadas
| Nação                                     | Código | Primeiros Jogos | Últimos Jogos |
| ----------------------------------------- | ------ | --------------- | ------------- |
| YUG Iugoslávia Reino da Iugoslávia        |        | 1920            | 1936          |
| YUG Iugoslávia RFS da Iugoslávia          | YUG    | 1948            | 1992 I        |
| CRO Croácia                               | CRO    | 1992 I          |               |
| SLO Eslovênia                             | SLO    | 1992 I          |               |
| IOP Participantes Olímpicos Independentes | IOP    | 1992 V          | 1992 V        |
| BIH Bósnia e Herzegovina                  | BIH    | 1992 V          |               |
| MKD Macedônia do Norte                    | MKD    | 1996            |               |
| YUG Iugoslávia RF da Iugoslávia           | YUG    | 1996            | 2002          |
| SCG Sérvia e Montenegro                   | SCG    | 2004            | 2006          |
| MNE Montenegro                            | MNE    | 2008            |               |
| SRB Sérvia                                | SRB    | 2008            |               |

## Quadro de Medalhas
Essas tabelas não incluem a participação de times da Iugoslávia representando a República Federal da Iugoslávia (Sérvia e Montenegro).

### Medalhas por Jogos de Verão
| Jogos                 | Ouro | Prata | Bronze | Total |
| 1920 Antuérpia        | 0    | 0     | 0      | 0     |
| 1924 Paris            | 2    | 0     | 0      | 2     |
| 1928 Amsterdã         | 1    | 1     | 3      | 5     |
| 1932 Los Angeles      | 0    | 0     | 0      | 0     |
| 1936 Berlim           | 0    | 1     | 0      | 1     |
| 1948 Londres          | 0    | 2     | 0      | 2     |
| 1952 Helsinque        | 1    | 2     | 0      | 3     |
| 1956 Melbourne        | 0    | 3     | 0      | 3     |
| 1960 Roma             | 1    | 1     | 0      | 2     |
| 1964 Tóquio           | 2    | 1     | 2      | 5     |
| 1968 Cidade do México | 3    | 3     | 2      | 8     |
| 1972 Munique          | 2    | 1     | 2      | 5     |
| 1976 Montreal         | 2    | 3     | 3      | 8     |
| 1980 Moscou           | 2    | 3     | 4      | 9     |
| 1984 Los Angeles      | 7    | 4     | 7      | 18    |
| 1988 Seul             | 3    | 4     | 5      | 12    |
| Totals                | 26   | 29    | 28     | 83    |

### Medalhas por Jogos de Inverno
| Jogos                       | Ouro           | Prata          | Bronze         | Total          |
| 1924 Chamonix               | 0              | 0              | 0              | 0              |
| 1928 St. Moritz             | 0              | 0              | 0              | 0              |
| 1932 Lake Placid            | não participou | não participou | não participou | não participou |
| 1936 Garmisch-Partenkirchen | 0              | 0              | 0              | 0              |
| 1948 St. Moritz             | 0              | 0              | 0              | 0              |
| 1952 Oslo                   | 0              | 0              | 0              | 0              |
| 1956 Cortina d'Ampezzo      | 0              | 0              | 0              | 0              |
| 1960 Squaw Valley           | não participou | não participou | não participou | não participou |
| 1964 Innsbruck              | 0              | 0              | 0              | 0              |
| 1968 Grenoble               | 0              | 0              | 0              | 0              |
| 1972 Sapporo                | 0              | 0              | 0              | 0              |
| 1976 Innsbruck              | 0              | 0              | 0              | 0              |
| 1980 Lake Placid            | 0              | 0              | 0              | 0              |
| 1984 Sarajevo (país-sede)   | 0              | 1              | 0              | 1              |
| 1988 Calgary                | 0              | 2              | 1              | 3              |
| 1992 Albertville            | 0              | 0              | 0              | 0              |
| Totals                      | 0              | 3              | 1              | 4              |

## Medalhas por Esportes
| Esporte        | Ouro | Prata | Bronze | Total |
| Ginástica      | 5    | 2     | 4      | 11    |
| Lutas          | 4    | 6     | 6      | 16    |
| Polo aquático  | 3    | 4     | 0      | 7     |
| Boxe           | 3    | 2     | 6      | 11    |
| Handebol       | 3    | 1     | 1      | 5     |
| Canoagem       | 2    | 2     | 1      | 5     |
| Tiro           | 2    | 0     | 1      | 3     |
| Basquetebol    | 1    | 4     | 2      | 7     |
| Futebol        | 1    | 3     | 1      | 5     |
| Remo           | 1    | 1     | 3      | 5     |
| Natação        | 1    | 1     | 0      | 2     |
| Esqui alpino   | 0    | 2     | 0      | 2     |
| Atletismo      | 0    | 2     | 0      | 2     |
| Salto de esqui | 0    | 1     | 1      | 2     |
| Tênis de mesa  | 0    | 1     | 1      | 2     |
| Judo           | 0    | 0     | 2      | 2     |
| Totals         | 26   | 32    | 29     | 87    |